# Lone Star Soccer Alliance
De Lone Star Soccer Alliance (afgekort ook: LSSA) is een voormalige Amerikaanse voetbalcompetitie van 1987 tot 1992. De deelnemende teams kwamen vooral uit de staat Texas, maar ook Oklahoma en Kansas leverden beide twee teams.

## Geschiedenis
De LSSA was opgericht als een regionale voetbalcompetitie en was een soort voorproefje van een professionele competitie, waarvan de fans hoopten dat die werd opgericht.

## LSSA winnaars
| Seizoen | Kampioen             | Series         | Tweede          |
| ------- | -------------------- | -------------- | --------------- |
| 1987    | Dallas Express       | geen playoff   | Houston Dynamos |
| 1988    | Dallas Mean Green    | 5-3            | Houston Dynamos |
| 1989    | Austin Thunder       | 3-2            | FC Dallas       |
| 1990    | Oklahoma City Spirit | 3-0            | FC Dallas       |
| 1991    | F.C. Dallas          | 3-3 (6-5 n.s.) | Austin Thunder  |
| 1992    | Dallas Inter         | 2-1            | America F.C.    |

## Complete deelnemerslijst
| Club                 | Seizoen | Seizoen | Seizoen | Seizoen | Seizoen | Seizoen | Bijzonderheid                                                                        |
| Club                 | 1987    | 1988    | 1989    | 1990    | 1991    | 1992    | Bijzonderheid                                                                        |
| -------------------- | ------- | ------- | ------- | ------- | ------- | ------- | ------------------------------------------------------------------------------------ |
| America F.C.         | -       | -       | -       | -       | -       | X       |                                                                                      |
| Austin Thunder       | X       | X       | X       | X       | X       | X       |                                                                                      |
| Dallas Inter         | X       | X       | X       | X       | X       | X       | Als Dallas Express in 1987 Als Dallas Mean Green in 1988 Als Dallas Inter in 1989-91 |
| Houston Dynamos      | X       | X       | X       | X       | X       | -       | Als Houston International in 1991                                                    |
| Houston Alianza      | -       | X       | X       | X       | X       | -       |                                                                                      |
| Oklahoma City Spirit | -       | -       | -       | X       | X       | X       |                                                                                      |
| San Antonio Alamo    | X       | X       | X       | X       | -       | -       | Als San Antonio International in 1987-89                                             |
| San Antonio XLR8     | -       | -       | -       | -       | -       | X       |                                                                                      |
| Tulsa Pride          | -       | -       | -       | -       | -       | X       |                                                                                      |
| Wichita Blue         | -       | -       | -       | X       | X       | X       |                                                                                      |
| Wichita Falls Fever  | -       | -       | X       | X       | X       | X       |                                                                                      |
| Aantal teams         | 4       | 5       | 6       | 8       | 7       | 8       |                                                                                      |

ALPF (1894–95) · 
NAFBL (1895–1921) · 
ASL I (1921–33) · 
ASL II (1933–83) · 
ISL (1960-65) ·
NPSL I (1967) · 
USA (1967) · 
NASL (1968–85) · 
MISL I (1978–92) · 
NPSL II (1984–2001) · 
USL I (1984–85) · 
WSA (1985–89) · 
LSSA (1987–92) · 
ASL III (1988–89) · 
CISL (1993–97) · 
EISL (1997–98) · 
WISL (1998–2001) · 
WUSA (2001–03) · 
MISL II (2001–08) · 
XSL (2008–09) · 
USL First Division (2005–2010) · 
USL Second Division (1990–2010) · 
D2 Pro League (2010) ·
NASL (2011–17)